# Валенау
Валенау (нем. Wahlenau) — община в Германии, в земле Рейнланд-Пфальц.
Входит в состав района Рейн-Хунсрюк. Подчиняется управлению Кирхберг. Население составляет 205 человек (на 31 декабря 2010 года). Занимает площадь 4,46 км².